# Càrn Aosda
Der Càrn Aosda ist ein als Munro eingestufter, 917 Meter hoher Berg in Schottland. Sein gälischer Name bedeutet in etwa Alter Berg oder Berg des Alters. Er liegt in der Council Area Aberdeenshire in den Grampian Mountains etwa 40 Kilometer nördlich von Blairgowrie and Rattray und 15 Kilometer südlich von Braemar direkt nordwestlich des von der A93 passierten, 670 Meter hohen Cairnwell Pass.  

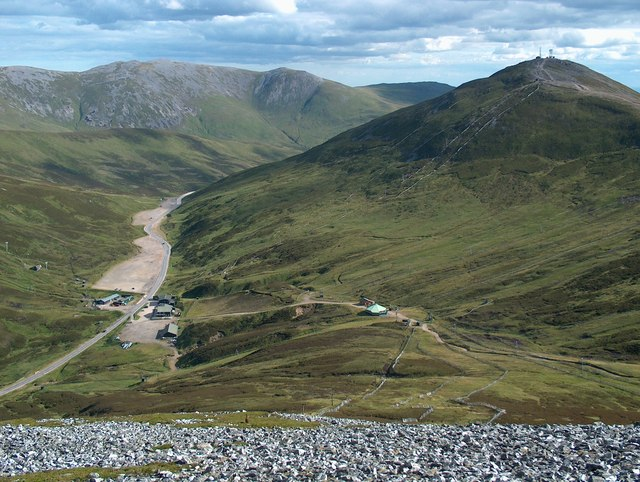
Blick vom Gipfel nach Süden auf den Cairnwell Pass und das Glenshee Ski Centre, rechts The Cairnwell, links Glas Maol und Creag Leacach

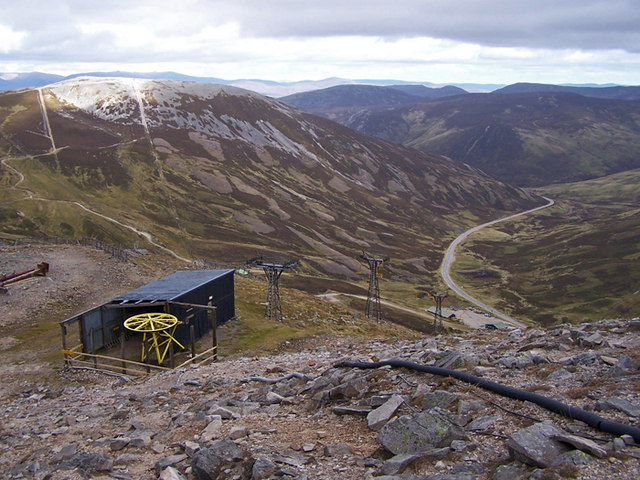
Blick vom südlich benachbarten Cairnwell auf den Càrn Aosda, im oberen Bereich gut erkennbar zwei auf den Gipfel führende Skilifte

Der Càrn Aosda besteht aus einem gut drei Kilometer langen Bergrücken, der sich nördlich des Cairnwell Pass erstreckt. Nach Osten fällt er zum von der A93 passierten Tal des Cairnwell Burn ab, nach Westen in das Tal des Baddoch Burn, beides Quellflüsse des Clunie Water, das ein Nebenfluss des Dee ist. Sein höchster Punkt liegt im Süden des Rückens auf einem kleinen Plateau, südwestlich davon ist er über einen knapp unter 800 Meter liegenden Sattel mit dem südlich benachbarten 933 Meter hohen The Cairnwell verbunden. Westlich des Sattels liegt der kleine Bergsee Loch Vrotachan. Etwas westlich des höchsten Punkts setzt der lange Nordgrat ein, der sich über den Càrn Chrionaidh bis zur kleinen Ansiedlung Baddoch am Clunie Water absenkt. Vom Gipfel führt ein weiterer, kurzer Grat nach Nordosten, der durch ein kleines steiles Corrie vom Nordgrat getrennt ist. In diesem Bereich besitzt der Càrn Aosda steil nach Osten abfallende, schrofendurchsetzte Hänge, während die übrigen Bergseiten weniger steil abfallen und durch weite Gras- und Heideflächen sowie Steinfelder geprägt sind. Die Südseite des Berges wird seit 1957 vom Glenshee Ski Centre am Cairnwell Pass genutzt. Drei Skilifte führen parallel über die Südseite des Càrn Aosda, einer endet direkt am durch einen Cairn markierten Gipfel. Diverse Skipisten sind im Winter parallel zu den Liften angelegt.
Aufgrund seiner Lage zählt der Càrn Aosda zu den einfachsten Munros, da vom Ausgangspunkt am Glenshee Ski Centre lediglich rund 270 Höhenmeter zu überwinden sind. Die Skilifte, Schneezäune und weiteren Anlagen des Skigebiets machen den Zustieg jedoch landschaftlich wenig attraktiv, viele Munro-Bagger besteigen den Gipfel daher lediglich der Vollständigkeit halber. Der kürzeste Zustieg Steigungen führt teils parallel zu den Skiliften auf der Südseite zum Gipfel, mit moderateren Steigungen besteht auch ein Zustieg über den Sattel südwestlich des Càrn Aosda. 